# هالند تیلور
هالند تیلور (به انگلیسی: Holland Taylor) (زاده ۱۴ ژانویه ۱۹۴۳) یک هنرپیشه اهل ایالات متحده آمریکا است. وی از سال ۱۹۶۵ میلادی تاکنون مشغول فعالیت بوده است.
از فیلم‌ها یا برنامه‌های تلویزیونی که وی در آن نقش داشته است می‌توان به تقدیم به همه پسران ۲، تقدیم به همه پسران ۳، نمایش ترومن، جرج جنگل، لگالی بلاند، بچه‌های جاسوس ۲: جزیره رویاهای از دست رفته، بچه‌های جاسوس ۳: بازی باخته، دو مرد و نصفی، او یک بچه دارد، تاریخ عروسی، جواهر نیل، جایگزین، مامان بچه، ایستگاه بعدی سرزمین عجایب، خانم مسابقه، تصادفات شاد، تابستان گذشته در همپتونز و یک روز خوب اشاره کرد.